# Аргирис Митропулос
Аргирис Николау Митропулос (на гръцки: Αργύρης Νικολάου Μητρόπουλος) е български писател от гръцки произход от втората половина на XX век.

## Биография
Роден е на 25 март 1926 година в южномакедонското градче Йерисос. Завършва гимназиално образование в Солун. През април 1941 година прекъсва образованието си и взима участие във войната срещу Нацистка Германия и става партизанин. В 1947 година Митропулос емигрира в Югославия, но в същата година се връща и взима участие в Гражданската война в Гърция, като войник, а по-късно като командир на партизански отряд от Демократичната армия на Гърция.
След разгрома на комунистическите сили, през 1950 година емигрира в България, като работи във фабрики около София и през 1951 – 1952 година е редактор на гръцки емигрантски вестник „Лефтерия“ в София. В 1953 година става български гражданин. Влиза в Българската комунистическа партия. Завършва Военноартилерийското училище в Шумен и служи като офицер в Пловдив и София. В 1963 година завършва журналистика в Софийския университет и от 1964 до 1971 година работи в гръцката редакция на Радио София. Член е на Съюза на българските писатели.
Умира на 7 януари 1978 година.